# La Chanson du bénévole
 (mai 2017).
 (janvier 2014).
Si vous disposez d'ouvrages ou d'articles de référence ou si vous connaissez des sites web de qualité traitant du thème abordé ici, merci de compléter l'article en donnant les références utiles à sa vérifiabilité et en les liant à la section « Notes et références ».
Singles de Les Enfoirés
Attention au départ
(2013) Toute la vie
(2015)
La Chanson du bénévole est la chanson du 1er single des Enfoirés 2014, écrite par Jean-Jacques Goldman, composée par Frédéric Château et produite par Thierry Blanchard.
Elle est disponible en téléchargement légal depuis le 2 décembre 2013.
Il s'agit d'une chanson à but philanthropique au bénéfice des Restos du Cœur. D'autres chansons ont été écrites pour l'association Les Restos du Cœur : La Chanson des Restos, Encore un autre hiver et Attention au départ.